# Brits-Nieuw-Guinea
Brits-Nieuw-Guinea (Engels: British New Guinea) was eerst een protectoraat en later een kolonie van het Britse Rijk op het zuidoostelijke deel van het eiland Nieuw-Guinea.
Het protectoraat werd in 1884 opgericht, nadat Duitsland, Nederland en het Verenigd Koninkrijk in dat jaar overeenkwamen hoe Nieuw-Guinea over de drie koloniale machten te verdelen viel. Twee jaar later kreeg het Britse protectoraat de status van kolonie.
In 1906 werd het bestuur over de kolonie overgedragen aan het Britse dominion Australië, waardoor de kolonie een overzees territorium van Australië werd onder de naam: Territorium Papoea.